# Nesopedronia hawaiiensis
Nesopedronia hawaiiensis är en insektsart som först beskrevs av Ferris in Zimmerman 1948.
Nesopedronia hawaiiensis ingår i släktet Nesopedronia och familjen ullsköldlöss. Inga underarter finns listade i Catalogue of Life.